# 奇塔兰詹
奇塔兰詹（Chittaranjan），是印度西孟加拉邦Barddhaman县的一个城镇。总人口45925（2001年）。

## 人口
该地2001年总人口45925人，其中男性24529人，女性21396人；0—6岁人口4525人，其中男2357人，女2168人；识字率83.49%，其中男性为87.81%，女性为78.55%。